# Nita Tandon
Nita Tandon (* 28. August 1959 in Ajmer) ist eine österreichische Künstlerin indischer Herkunft. Neben Werken aus tradierten Kunstgattungen wie Zeichnung, Malerei oder Skulptur, umfasst ihr Œuvre künstlerische Aktionen und Rauminstallationen, sowie vielfach Mischformen. Darüber hinaus hat sich Nita Tandon mit fotografischen Arbeiten, filmischen Ausdrucksformen und digitaler Kunst positioniert. Begleitend zu ihrer künstlerischen Tätigkeit lehrt sie an der Universität für angewandte Kunst Wien und arbeitet als Lektorin und Übersetzerin im Themenbereich zeitgenössischer Kunst für Institutionen und Verlage im In- und Ausland.

## Leben
Nita Tandon wurde 1959 in Ajmer (Rajastan) in die Familie des Staatsbeamten und Diplomaten Nivaran Nath Tandon und seiner Frau Rajkumari Tandon geboren. Nur wenige Jahre zuvor war die indische Unabhängigkeitserklärung (1947) verabschiedet und ein Parlament (1950) gegründet worden. Ein liberaleres politisches Klima stellte sich ein. Bildungsleistung gewann an Prestige und galt als wichtige Karrierechance. Hinsichtlich der Rolle von Frauen blieb das Land trotz Reformbemühungen jedoch konservativ und patriarchalisch. Dass sich Nita Tandon bereits 16-jährig an der Universität New Delhi einschreiben konnte, ist umso bemerkenswerter. Nach einem Bachelor-Abschluss in Englischer Literatur (1978), übersiedelte sie nach Wien. Von 1979 bis 1980 setzte sie an der Universität Wien ihr Sprachenstudium fort. Zusätzlich belegte sie das Fach Kunstgeschichte. 1980 wurde sie an der Universität für angewandte Kunst Wien aufgenommen. Die Atmosphäre, in die Nita Tandon hier eintauchte, beschreibt Patrick Werkner als zuvor in dieser Form nicht gekannte Phase des Aktivismus, des Herstellens von Öffentlichkeit und der politischen Selbst-Positionierung. Neue Studienangebote und ihre Lehrenden machten die Angewandte zur innovativsten Kunstuniversität Österreichs. Peter Weibel etablierte 1986/87 seine Meisterklasse für „Visuelle Mediengestaltung“. Nita Tandon schrieb sich bei Maria Lassnig ein, die 1980 die Klasse Gestaltungslehre/experimentelles Gestalten übernommen hatte. Nachhaltig angeregt, schloss sie ihr Studium 1986 ab. Einige Jahre freischaffend tätig, holte sie Bernhard Leitner 1997 als Dozentin (Vertragsassistentin) an die Universität für angewandte Kunst Wien zurück. Seit 2010 gehört sie gemeinsam mit Stephan Hilge und Roman Pfeffer dem Leitungsteam der neu gegründeten Klasse TransArts an.

## Werk
Von Maria Lassnig in figürlicher Malerei und Zeichnung ausgebildet, suchte Nita Tandon seit Mitte der 80er Jahre mit einer Werkgruppe aus Reliefs und Wandarbeiten einen eigenen Weg. In einem Gespräch mit der Kunsthistorikerin Patricia Grzonka erinnerte sie sich, dass sie damals „alles, was die Malerei betrifft, zunächst einmal hinter [sich] lassen [wollte]“. Konzeptionell, als auch über konkrete Materialforschung setzt sie sich seither kritisch mit subjekt- wie objektgebundenen Bedingungen von Bild, Bildträger und Bilderrahmen auseinander. Paradigmen gegenständlicher Malerei, wie das Gebot der Mimesis und die menschliche Figur als bevorzugtes Motiv wurden aufgegeben, ebenso jegliche Form einer malerischen Geste, sei es über Pinselführung oder die Wahl der Farbe. Gleichzeitig experimentierte die Künstlerin mit Materialien. So griff sie auf Beton zurück, einen vielfältig nutz- und formbaren Baustoff, (ab-)gussfähig wie aushärtend. Häufig mit dem Rohen, Ungeschönten und Dauerhaften verbunden, fand er insbesondere nach 1945 im öffentlichen Raum breite Verwendung, etwa um fortschrittliche, soziale Utopien zu visualisieren. Eines der bekanntesten Beispiele sind die von Le Corbusier ab 1952 geschaffenen Regierungs- und Verwaltungsgebäude der indischen Hauptstadt Chandigar. Auf innovative Weise verwendet Nita Tandon dieses Gemisch aus Zement und Gesteinskörnung als bildnerisches Mittel, das in Form von Rechteckelementen auf der Leinwand haftet, diese aber auch rahmen kann oder aber als Körper über die Bildebene hinausgreifend, sich als architektonisches Element im Raum behauptet, wie etwa in dem Werk „Disclosure II“ (1994). Das „Bild“ gewinnt Objektcharakter und wird schließlich Teil einer Raum aufspannenden Installation.
Größere Bekanntheit erlangte Nita Tandon 2010 mit einer Installation im Q21, einem öffentlichen Schauraum im Museumsquartier Wien. Sie trug den Titel: „Fingerprint – die Rückseite der Vorderseite“ und stellte den Beginn eines zusammenhängenden, größeren Werkkomplexes dar. Tandon verhandelt darin Fragen nach Identität und Humanität, nach Originalität und Serialität, aber auch Norm und Individualität im digitalen Medienzeitalter: Modelliermasse spielt auch hier eine entscheidende Rolle. Anstelle des aushärtenden Betons tritt jedoch das vergänglichere Plastilin. Mit dem Wissen, dass ein Fingerabdruck als Spur und Signatur identifizierbarer Individualität gelesen werden kann, scannte die Künstlerin zunächst den Abdruck ihres in dunkle Tinte getauchten Zeigefingers. Das natürliche Körpermaß einer Fingerkuppe negierend, vergrößerte sie diesen 3.200 mal. Eine weitere Verfremdung bewirkten Reduktionen der Farbwerte auf Pixeln in vier Farbtönen. Der analoge nicht austauschbare Finger-Abdruck war auf diese Weise zu einem wiederholbaren, digital errechneten gerasterten Print geworden. Als Vorlage wurde dieser auf einer Glaswand angebracht, die den Schauraum nach außen abgrenzte. Im Weiteren wurde jedes einzelne der Pixel als farblich entsprechendes Plastilin-Quadrat in der Größe von 8 × 8 mm mit dem Finger auf der Glasscheibe so aufgedrückt, dass die Rückseite im Gegensatz zur angepressten, durch den Glasträger sichtbaren Vorderseite Plastizität gewann. Der Fingerabdruck, den das gesamte digitale Bild symbolhaft darstellt, wird so auf jedem einzelnen Teil des Bildes als analoge, nicht wiederholbare Spur hinterlassen. Der Werkkomplex wurde 2012 mit einem Video „Fingerprint Erased“ abgeschlossen, das den performativen Akt der Demontage durch die Künstlerin selbst dokumentiert. Gezeigt wird, wie die plastinierten Finger-Abdrücke von der Glasscheibe entfernt und in Behältern verwahrt werden, während Fragen nach Auslöschbarkeit digitaler Spuren und nach dem tatsächlichen Ende dieses Werks offen bleiben. Für die Kuratorin Işın Önol verbinden sich mit dieser Performance Assoziationen an den Akt des Sammelns von Asche nach einer Einäscherung.
Das stete Changieren zwischen zweidimensionalen und dreidimensionalen, analogen und digitalen, ephemeren und dauerhaften Formaten, lässt sich in vielen weiteren Werken Nita Tandons beobachten. Eines festen Standpunktes enthoben, wird der Betrachter zu unablässigem Perspektivenwechsel und damit zu ständiger Selbstvergewisserung aufgefordert. Konfrontationen mit einer schwer einzuordnenden, hermetischen Realität, die nicht über sich hinausweist, verweigern Projektionen eingeübter Erfahrungswelten, noch bieten sich Einfühlungschancen in den künstlerischen Gestaltungsakt. „Die Umkehrung von Ebenen, der Aspekt-Wechsel, das Erschaffen von Dingen, die zwei Sichtweisen erlauben, sind der Bereich, in dem sich Nita Tandons Arbeiten bewegen“, so beschreibt Daniel Wisser diese künstlerische Strategie. In ihrer Haltung ist Nita Tandon jenen Künstlerinnen und Künstlern, verwandt, die nach 1945, so die Kunsthistorikerin Angeli Jahnsen, mit ihrer Kunst, „Wirklichkeit nicht überwinden, sondern ermöglichen wollen“.

## Herausgeberschaften
- Stephan Hilge, Roman Pfeffer, Nita Tandon (Hrsg.): TransArts. Ambra Verlag, Wien 2013, ISBN 978-3-99043-577-9.
- Stephan Hilge, Roman Pfeffer, Nita Tandon, Gudrun Ratzinger, Franz Thalmair (Hrsg.): inframince infra-mince infra mince: TransArts at the University of Applied Arts Vienna / TransArts an der Universität für angewandte Kunst Wien. De Gruyter, Berlin / Boston 2021, ISBN 978-3-11-072424-0 (degruyter.com).

## Auszeichnungen
- 1992 erhielt Nita Tandon ein Stipendium des österreichischen Staates
- 1993: First Römerquelle Graphic Competition

## Ausstellungen in Auswahl
Einzelausstellungen:
- 1989: Nita Tandon, Galerie Grita Insam
- 1991: Wall Works. La Fabbrica di Seta, Pieve a Presciano
- 1992: Nita Tandon, Ringgalerie Salzburger Kunstverein / Künstlerhaus Salzburg
- Nita Tandon, Galleria Sergio Tossi, Prato
- 1993: Spiel ohne Grenzen, Gallery Nr. 5 Budapest
- 1994: Nita Tandon, Wiener Secession, Wien
- Nita Tandon, Galerie Steinek, Wien
- 1995: Nita Tandon, Villa Allerart, Bludenz
- 2011: Fingerprint – Die Rückseite der Vorderseite, Schauraum | University of Applied Arts Vienna | MQ, Quartier 21, Vienna[26]

Beteiligungen:
- 1987: Hoffmann – Nita Tandon – Durstmüller: Theseus-Tempel Wien, 11. – 27. September 1987
- 1988: Beton. Galerie Grita Insam, Wien
- Leipzig-Warschau-Wien-Berlin. Künstlerwerkstatt im Bahnhof Westend, Berlin
- 1989: Junge Szene Wien, Secession Wien
- 60 Tage österreichisches Museum des 21. Jahrhunderts,
- Gruppenausstellung, Institut für Museologie, Hochschule für angewandte Kunst, Wien, 2. Mai 1989 - 30. Juni 1989
- 1990: Raum Annehmen III. Galerie Grita Insam, Wien
- 1991: Bildlicht: Malerei zwischen Materialität und Immaterialität. Museum des 20. Jahrhunderts, Wien
- Reich: Weite. Kärntner Landesgalerie, Klagenfurt
- 1994: Lokalzeit: Wiener Material im Spiegel des Unbehagens. Kunstraum Strohal, Wien und Moderna Galerija, Ljubljana
- 1997: Sponsoring Guruplant. MAK Wien
- 1998: Die Spitze des Eisbergs, Messepalast Wien
- 2000: Works in Space. Objekte und Skulpturen im Dialog mit der * Ausstellung the first view, Museum Essl, Klosterneuburg
- 2002: Mega: Manifeste der Anmaßung, Künstlerhaus Wien
- 2003: Fiat Lux, Galerie Thoman, Innsbruck
- 2007: North-West by South-East, National Gallery, Skopje
- 2008: Pictorial Space, curated by Pia Jardi, Tatranská Galéria, Poprad
- Austrijski kulturni forum, Beograd
- Napóleon-Ház, Győr
- Mit eigenen Augen, Heiligenkreuzerhof, Wien
- 2009: Third Woman, collaborative project, Kunsthalle Project Space, Wien
- Thessaloniki Biennale 2[27]
- Gemalter Raum, Collegium Hungaricum, Wien
- 2010: (No) Relation mit Erwin Wurm, Roman Pfeffer, Markus Hofer, Stephan Hilge, Roland Reiter. Galerie Raum mit Licht, Wien
- Skulptur (mit G. Tagwerker, M. Kienzer, R. Split), Galerie Lisi Hämmerle, Bregenz
- Ein Moment mit Plinque und Gästen, MQ, Quartier 2, Wien
- 2012: Reverse Engineering, das weisse haus, Wien
- 2013: Artists in Multifunctions, Lalit Kala Akademi or National Academy of Art (LKA), New Delhi
- 2015: Dissonance: Transgressed Boundaries between Desire and Fear, Percept Art Gallery, Mumbai[28]
- 2020: ABSTRAKT. geometrie + konzept, Museum Moderner Kunst Kärnten, Klagenfurt

## Sammlungen
- Belvedere, Wien[29]
- mumok, Wien[15][30]
- Artothek des Bundes, Österreich[31]